# Piel de los mamíferos
La piel tiene 3 tejidos o capas, la primera es la capa externa o llamada epidermis, la segunda es la capa interna o llamada dermis y la tercera es el estrato subcutáneo que es una capa de grasa que sirve de protección y para evitar las pérdidas de calor, es un complejo sistema de tejidos superpuestos en estratos que sirve a todos los animales para protegerlos de las condiciones medioambientales. En los mamíferos es especialmente gruesa, sobre todo en animales en los que tiene que cubrir grandes masas musculares como ocurre con cetáceos, elefantes o rinocerontes.

Las funciones principales de la piel son:
- Proteger al organismo de las lesiones de origen externo
- Recibir estímulos ambientales
- Excretar sustancias de desecho
- Tomar parte en los mecanismos de termorregulación e intercambio hídrico.

## Estructura histológica

### Epidermis
La capa más superficial o epidermis se compone de 5 a 6 estratos de células pigmentadas que están en continua renovación, migrando empujadas por células nuevas hacia la superficie. 
Estas células poseen melanina, un pigmento imprescindible para la protección ante las radiaciones ultravioletas solares. Según se hacen más superficiales, se queratinizan dando lugar al estrato córneo de la epidermis, mueren, se hacen escamosas (estrato escamoso de la epidermis) y acaban por desprenderse.
- El estrato disyunto es la continua descamación de las células córneas.
- El estrato córneo está formado por células planas queratinizadas, anucleadas]], también llamadas células córneas. Esta capa se distingue como la más gruesa y eosinófila. El estrato córneo está formado por hileras aplanadas y muertas que son los corneocitos. Los corneocitos están compuestos mayormente por queratina. Todos los días se eliminan capas de corneocitos.
- El estrato lúcido se distingue por tener una zona muy delgada de características eosinófilas. Los núcleos comienzan a degenerar en las células  externas del estrato granuloso y desaparecen en el estrato lúcido.
- El estrato granuloso se compone de capas de células aplanadas, el citosol contiene gránulos basófilos denominados gránulos de queratohialina. La queratohialina es una sustancia precursora de la queratina. Cuando los queratinocitos llegan a la última capa de este estrato las células epidérmicas mueren y al morir vierten su contenido al espacio intercelular. Este es el estrato más variable y puede componerse de varias capas a estar ausente en distintos grupos de mamíferos.[1]
- El estrato espinoso se conforma por células con forma poligonal, los núcleos celulares son redondos y el citosol es de características basofilicas. Tiene un mayor contenido de tonofibrillas que las del estrato germinativo. Las prolongaciones del citosol se asemejan a espinas, por lo que también reciben el nombre de células espinosas, justamente porque las tonofibrillas son más numerosas en dichas prolongaciones dando la forma de espinas.
- El stratum germinativum, estrato germinativo o capa basal es el más profundo, está formado por células cilíndricas dotadas de núcleos ovales. Las células están dispuestas en general formando una capa única. Intercalados entre los queratinocitos se encuentran algunos melanocitos que almacenan melanina y dan color a la piel.

### Dermis
Bajo la epidermis se halla la dermis. Es una capa de células muy activas integradas en un tejido con gran cantidad de colágeno responsable de la elasticidad de la misma.

La dermis se encuentra muy vascularizada y con gran cantidad de terminaciones nerviosas. 

Posee dos estratos:
- El estrato papilar es más superficial. Está compuesto por tejido conectivo laxo y fibras de colágeno tipo III.
- El estrato reticular es la capa más profunda. Está formada por tejido conectivo denso, fibras de colágeno tipo I, fibras elásticas. Contiene mastocitos, reticulocitos y macrófagos.

La dermis es el asiento del pelo, que no es sino un conjunto de células del estrato epidérmico muy queratinizadas y modificadas que dan lugar además a la formación de otras estructuras fanerópticas. El folículo piloso posee un pequeño haz de fibras musculares que se insertan bajo el estrato epidérmico y cuya contracción da como respuesta el movimiento del pelo ante estímulos de frío, sorpresa o miedo. Se trata del músculo erector de todo el pelo.
El estrato dérmico incluye varios tipos de glándulas: sebáceas, sudoríparas y especializaciones de éstas en odoríferas y lácteas.

#### Glándulas sebáceas

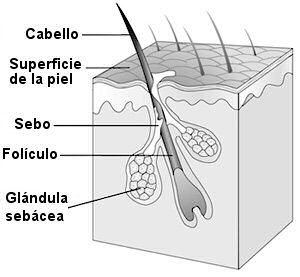
Glándula sebácea y folículo piloso.

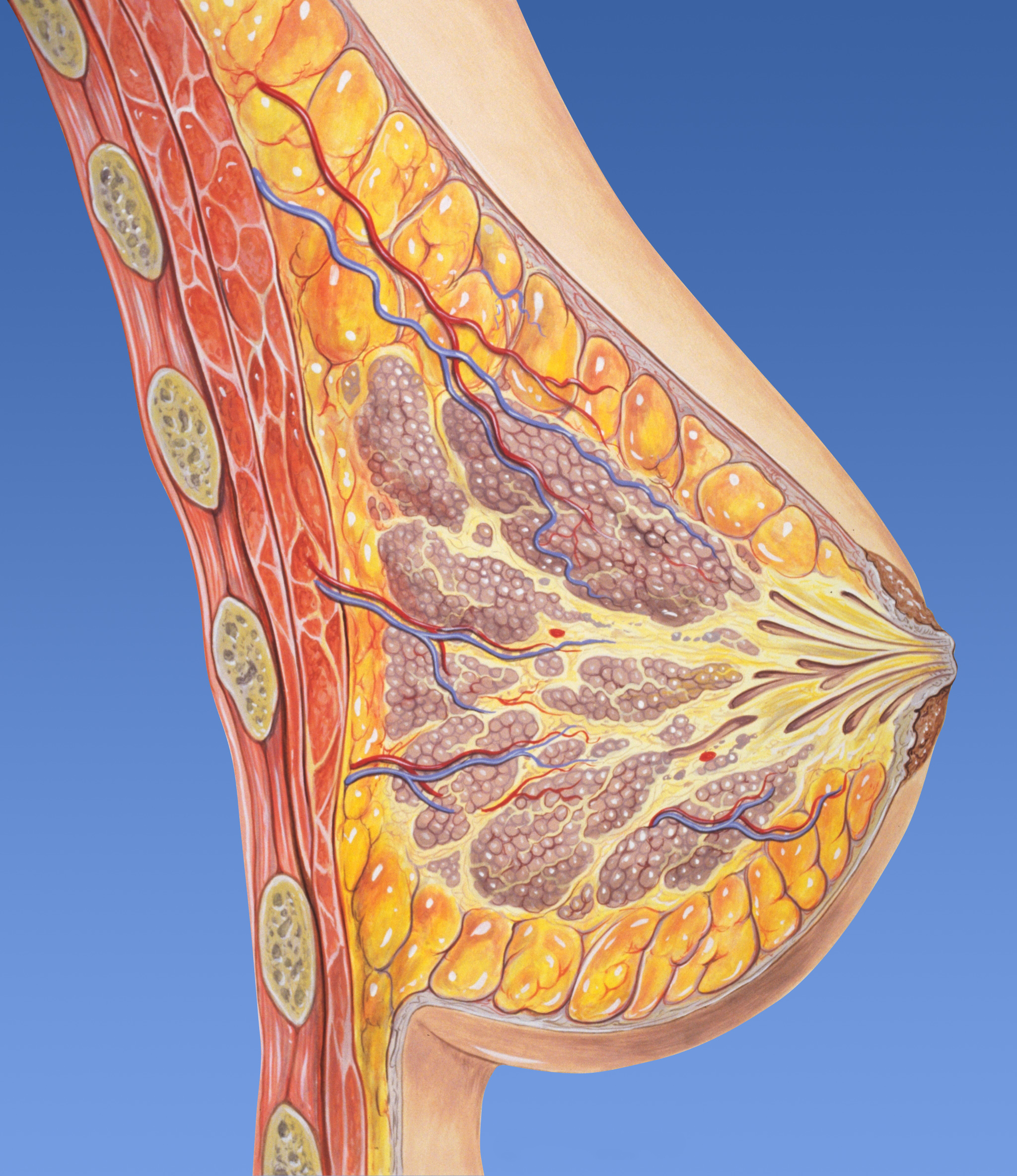
Anatomía de las mamas.

Las glándulas sebáceas desembocan en el folículo piloso o raíz del pelo y tienen como misión sintetizar compuestos grasos que lubrifican piel y pelo protegiéndolos.

#### Glándulas sudoríparas
Las glándulas sudoríparas son las encargadas de eliminar agua para intervenir simultáneamente en los mecanismos de intercambio hídrico y termorregulador. A la vez, junto al agua, eliminan sales y sustancias de desecho.
No se reparten uniformemente por la superficie corporal y no existen de manera constante en todos los mamíferos en determinada región corporal.
En el canal auditivo, se transforman en glándulas ceruminosas, que tienen como misión evitar la deshidratación del tímpano y mantener su elasticidad.

#### Glándulas odoríferas
Las glándulas odoríferas son las glándulas sudoríparas modificadas, están encargadas de eliminar sustancias aromáticas que tienen como fin primordial la indicación de determinados estados anímicos, sociales o fisiológicos del animal y que, en casos extremos como el de las mofetas, sirven como poderoso sistema defensivo.

#### Glándulas mamarias
Las otras glándulas sebáceas modificadas son las lácteas, capaces de sintetizar un compuesto líquido llamado leche que sirve como alimento a los mamíferos durante las primeras etapas de su vida.
Las glándulas se estructuran entre sí para desembocar conjuntamente a través del pezón en el vértice de las mamas.
El orden Monotremata constituye una excepción, pues las glándulas no se estructuran en mamas sino que abren directamente en poros diseminados por la región ventral.
Estas glándulas, como las demás, no se localizan en la misma región en todos los mamíferos, y mientras que las anteriores conocen gran diversidad de localizaciones según las distintas especies, las mamas, se sitúan, en número variable, en la región ventral del cuerpo (frontal en bípedos) formando dos líneas (círculos en algunos marsupiales) a ambos lados del cuerpo, entre las regiones torácica y pélvica.

### Hipodermis
El tejido adiposo subcutáneo, además de formar parte esencial en el metabolismo de las grasas constituyendo depósitos energéticos de gran capacidad de movilización, resulta un perfecto aislante corporal ante bajas temperaturas.
Bajo la hipodermis, la fascia profunda subyacente, concluye la conformación estratificada de un órgano, la piel, que llega a suponer el 16 % del peso total del organismo.

## El pelo

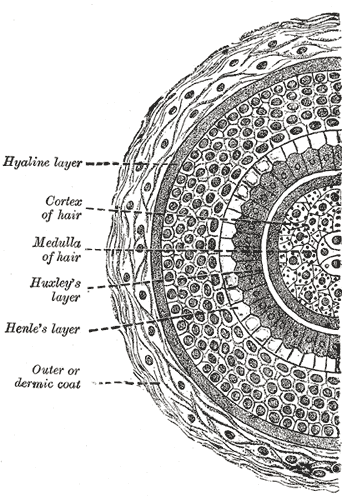
Estructura del pelo.

Todos los mamíferos tienen pelo, en mayor o menor cantidad y éste se distribuye de distinta forma según las especies. Su estructura y disposición dependen sobremanera de las circunstancias ambientales en las que se desenvuelve el animal.
Se estructura en una cubierta externa escamosa llamada cutícula, una capa celular intermedia conocida como córtex y una interna de células cúbicas llamada médula.
A cada pelo se le asocia una glándula sebácea y un músculo erector del pelo que interviene en los mecanismos de regulación de la temperatura corporal.
El pelo crece desde la epidermis por una rápida replicación celular en el folículo que da lugar a la migración de las células existentes hacia el exterior, en cuyo trayecto van queratinizándose y mueren formando la cutícula.

La mayoría de las especies lo tienen durante toda la vida, pero en otros sólo existe en determinadas fases de la misma. Por ejemplo los cetáceos, lo pierden de manera uniforme cuando se convierten en adultos, pero está presente al menos durante alguna fase de la ontogénesis.

Así, desde las escasas cerdas que crecen alrededor de la boca de estos mamíferos marinos hasta las densas y cerradas pelambres de focas o nutrias, pasando por largos mechones en el yak (Bos grunniens), un escaso y débil vello en los humanos, lana en las ovejas (Ovis aries) y otros artiodáctilos, escamas en los pangolines o espinas en puercoespines.
Tampoco el color es homogéneo y salvo raras excepciones que presentan algunos simios como objeto de reclamo sexual, suelen ser miméticos y en no pocas especies cambian de color según la estación meteorológica. Por regla general, en los cuadrúpedos, suele ser más claro en las regiones ventrales y mediales del cuerpo.
Tiene entre otras, las siguientes funciones:
- Aislante térmico. La capa pilosa evita la pérdida de calor corporal.
- Órgano sensorial. Las vibrisas son pelos especializados, dotados de gran cantidad de terminaciones nerviosas, provistos además de gran cantidad de fibras musculares que controlan su posición. Muchos animales se sirven de estos órganos para recibir información cuando entra en contacto con algún objeto en su ambiente. Según la localización, éstas pueden ser:
  - Mistacales (en el hocico al lado de la nariz)
  - Gemales (posterior a los ojos y las orejas)
  - Mentales (en el mentón)
  - Superciliares (encima del ojo)
  - Carpales (en el carpo)
- Dar una apariencia física al animal que pueda servirle tanto para el camuflaje como para comunicar información. Las mofetas tienen el característico color blanco y negro que advierte a todos sus posibles predadores del riego al que se enfrentan, los lobos erizan el pelo de la espalda en señal de amenaza, los capuchinos presentan un marcado dimorfismo cromático para informar a sus congéneres del sexo al que pertenecen, algunas especies de cérvidos tienen la superficie ventral de la cola de color blanco de tal manera que al erguirla presintiendo un peligro, avisan a sus congéneres próximos de tal incidencia, actuando ésta como una evidente señal óptica.
- Protección frente a las agresiones físicas. El pelo en sí mismo supone una barrera frente a determinadas agresiones como abrasiones o quemaduras, pero además, mediante transformaciones del mismo acaban constituyendo verdaderas defensas como es el caso de las espinas de erizos o equidnas y las escamas o placas de armadillos y pangolines.

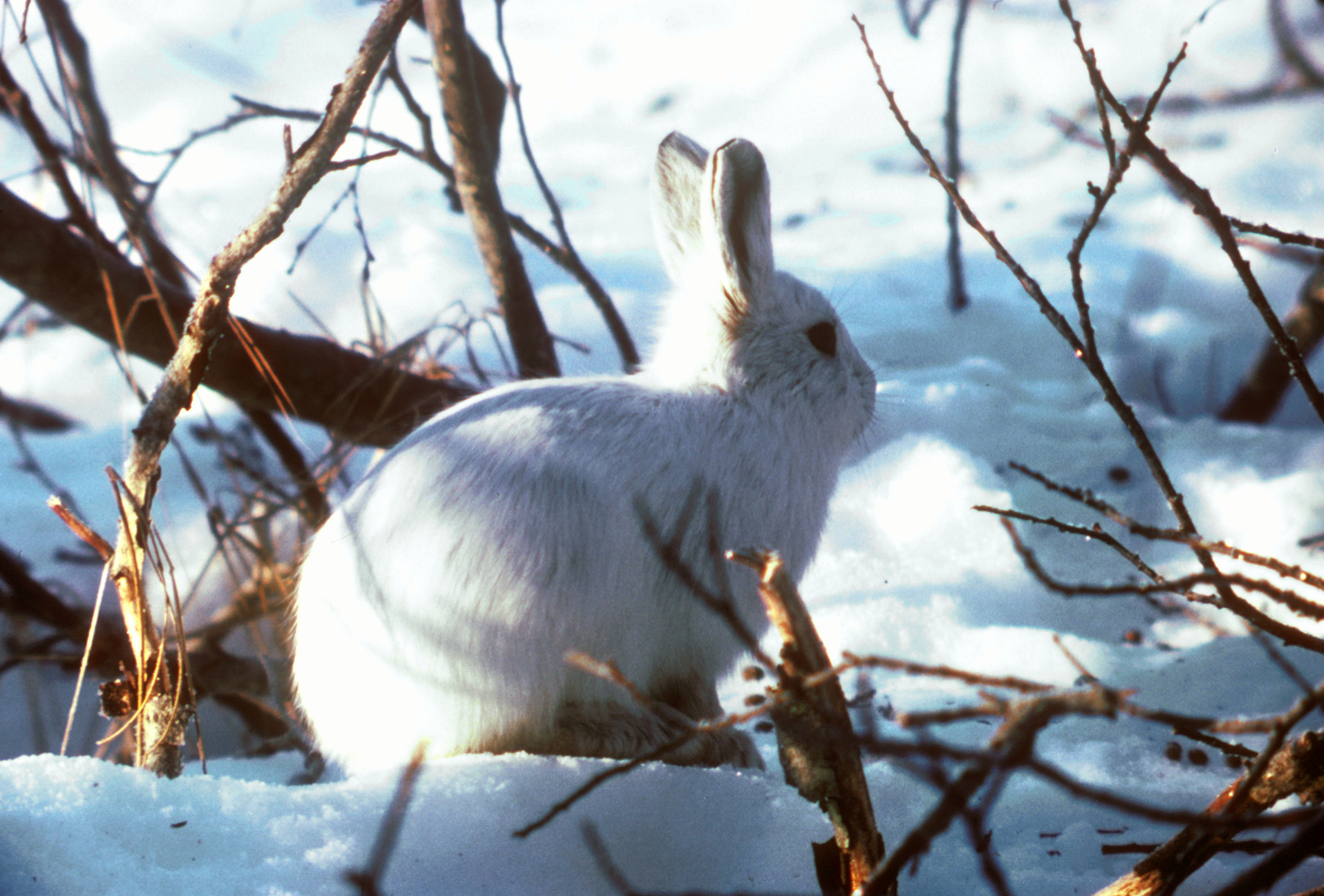
La liebre ártica (Lepus arcticus) cambia la capa de forma estacional para mimetizarse con el medio
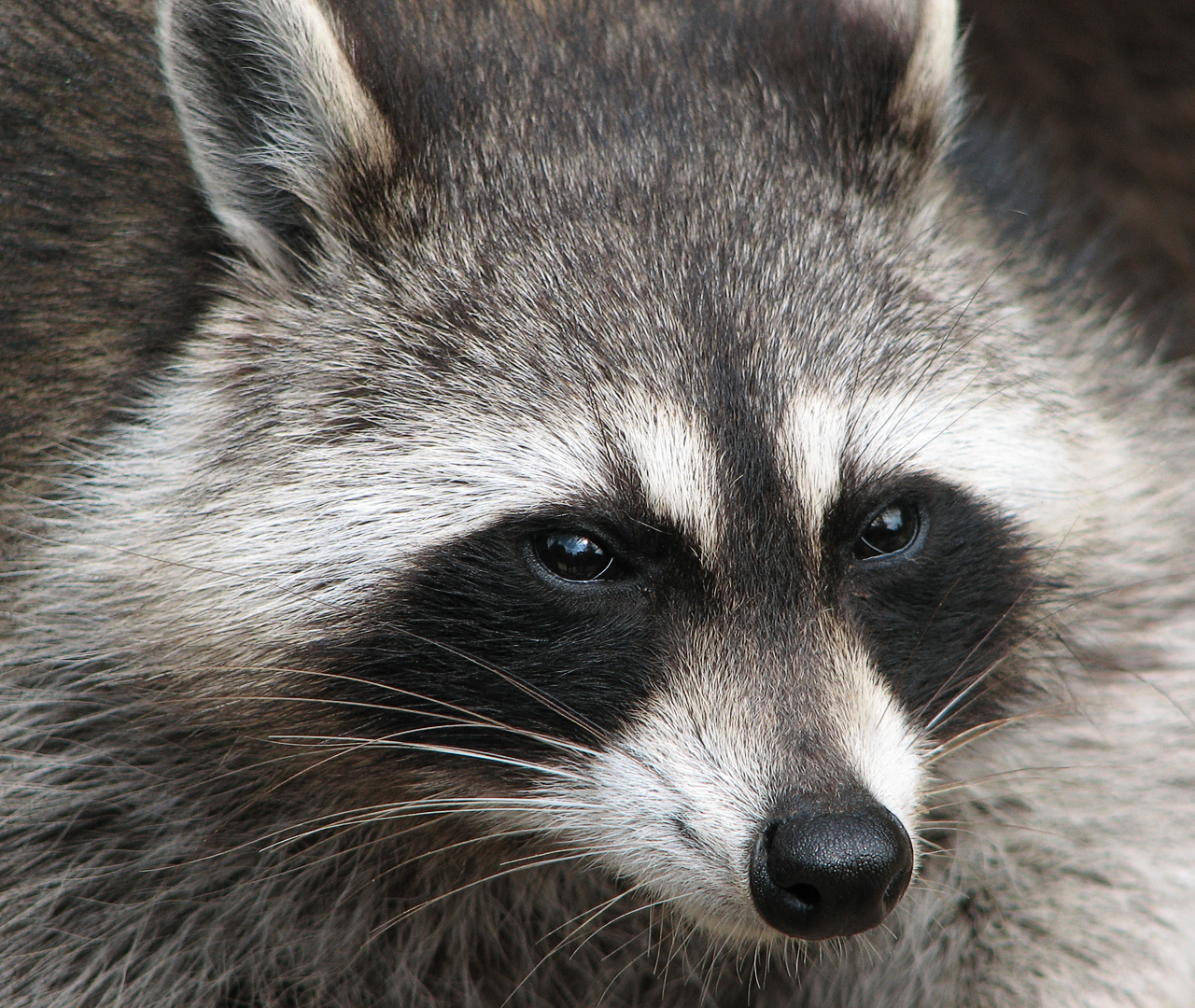
Las largas vibrisas del mapache (Procyon lotor)
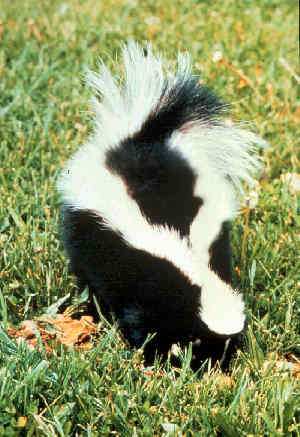
La mofeta rayada (Mephitis mephitis) avisa del peligro que supone estar cerca de ella con una llamativa capa blanca y negra.
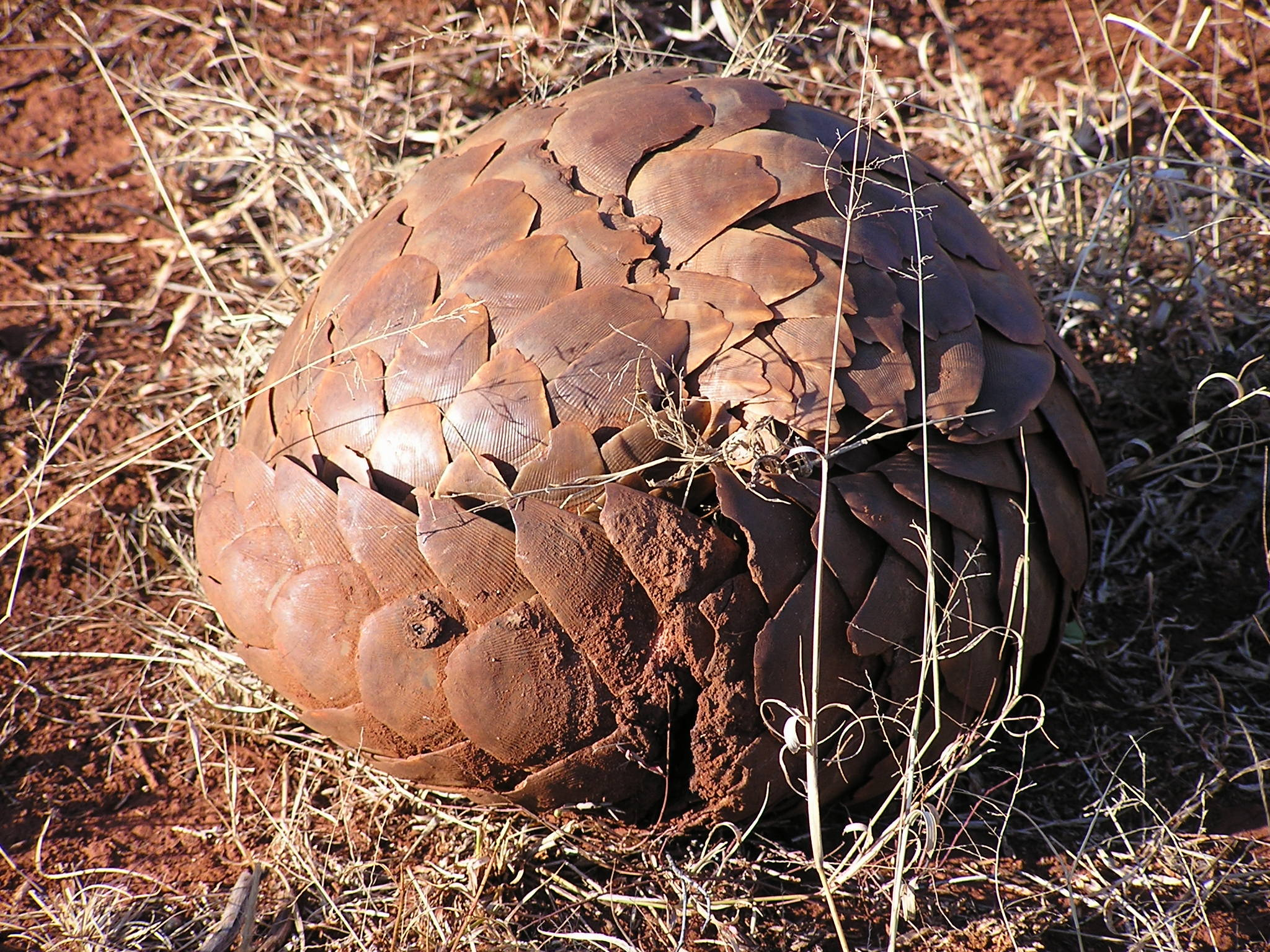
El pangolín (Manis sp.) modifica el pelo en protectoras placas.

## Uñas, garras, cascos, pezuñas...
Sobre la piel, existen además formaciones de mayor dureza y rigidez, no constantes en todas las especies, ni iguales en aquellas que las poseen: se trata de uñas (o estructuras análogas) y cuernos.
Las garras, uñas y pezuñas son formaciones queratinosas de mayor dureza que la piel que crecen en los extremos de los dedos de todos los mamíferos a excepción de los de vida acuática que tienen modificadas sus extremidades.
Presentan morfologías sumamente distintas según la especie de que se trate y siempre está en función del tipo de vida y hábitat en el que se desenvuelve el animal. Así animales como los carnívoros que han de desgarrar y animales trepadores como las ardillas desarrollan garras curvas y afiladas que les permiten realizar ambas funciones. Otras especies poseen grandes garras de menor curvatura y las utilizan para cavar como el equidna y el topo, o para hurgar en grietas y conseguir alimento como hace el oso hormiguero.
En general poseen garras todos los digitígrados y la mayor parte de los plantígrados. En otras especies no tienen más función que la de proteger el extremo del dedo, constituyéndose en cascos de gran dureza que permiten a estos animales apoyarse con la punta del o los dedos: son los ungulados. Por último, en algunos plantígrados como los simios antropomorfos o el elefante las uñas son más o menos aplanadas y sólo cubren parte de la porción distal de los dedos como escudos protectores de zonas muy sensibles.
Las uñas nacen en el interior de la dermis y crecen constantemente a lo largo de la vida de los individuos. No son estructuras únicas en los mamíferos encontrándose también en aves y reptiles aunque ni unos ni otros presentas estructuras similares a las pezuñas de los ungulados.

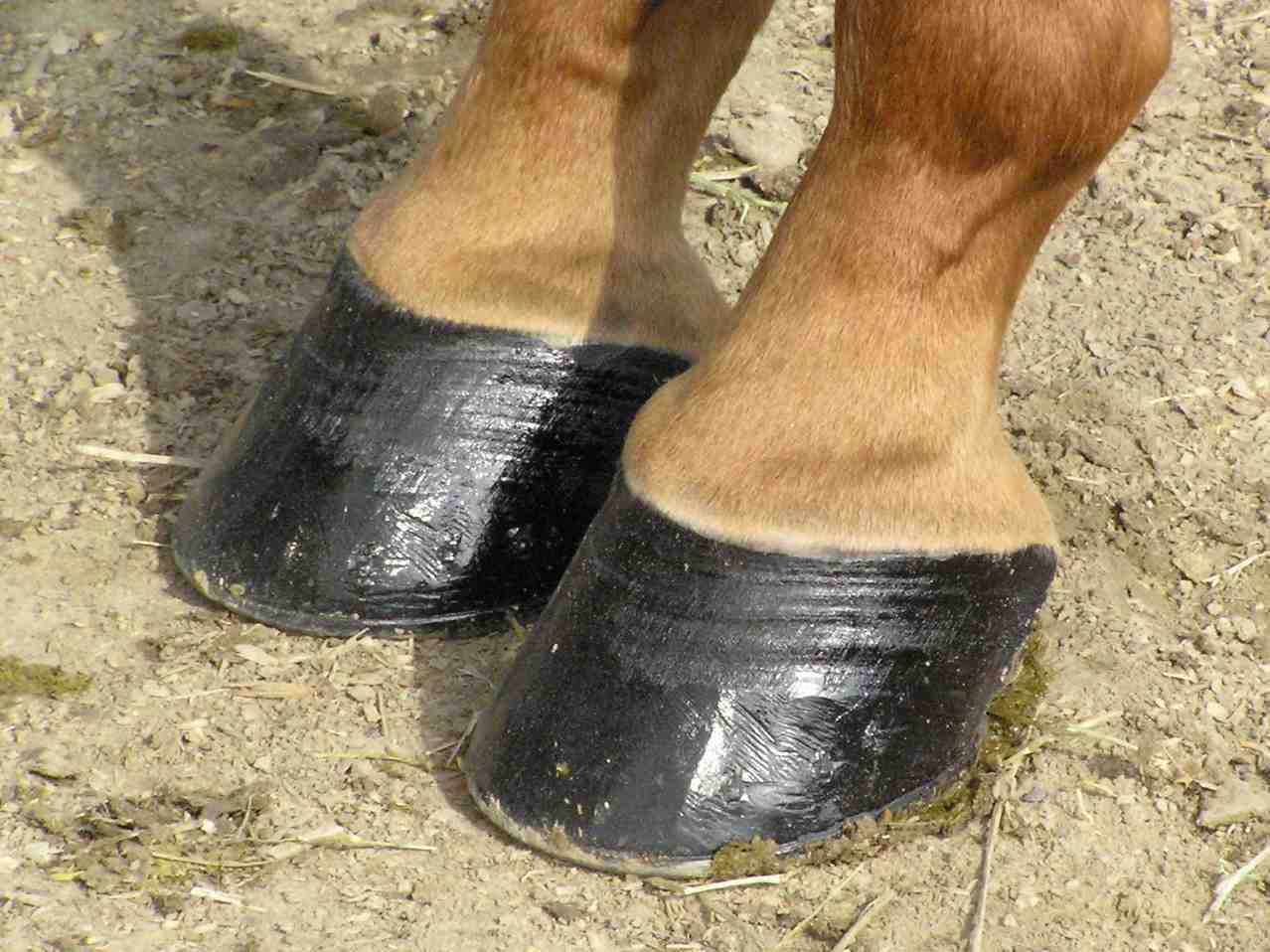
El casco de un caballo (Equus caballus)
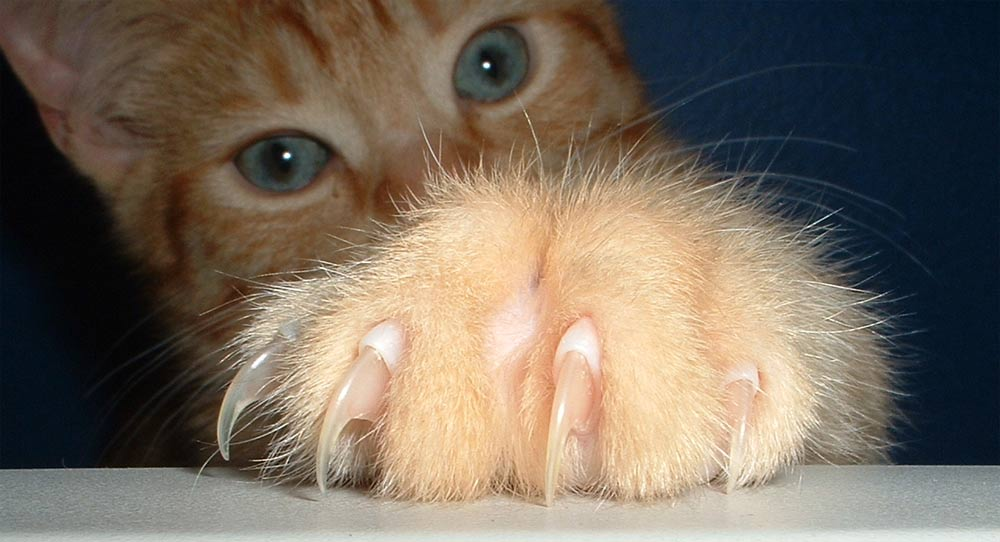
Las garras de un gato (Felis silvestris catus)
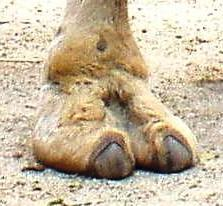
Las pezuñas de un camello (Camelus dromedarius)
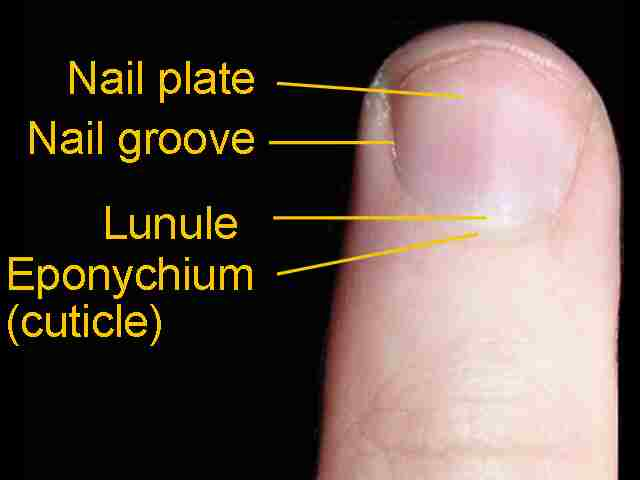
Una uña humana (Homo sapiens)

## Cuernos

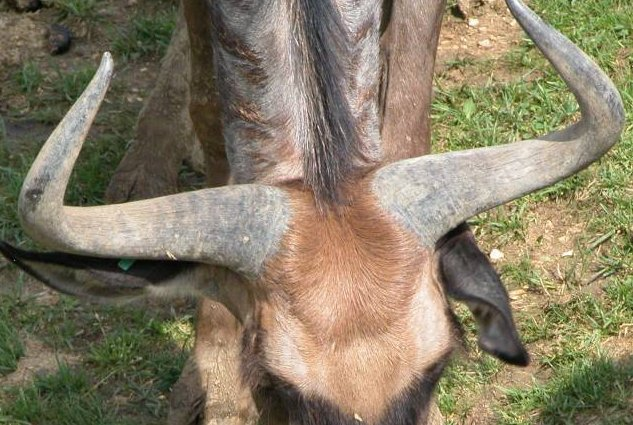
Gnu horns

Los cuernos son protuberancias óseas que crecen en la cabeza de algunas familias de mamíferos pertenecientes al orden Artiodactyla. Crecen como estructuras pares (dos o cuatro) de cartílago que se osifica y se apoya en las apófisis cornuales del hueso frontal, cubriéndose de piel densa y queratinizada que forma un estuche córneo y da mayor longitud a la cornamenta. Los cuernos permanecen a lo largo de la vida y generalmente están presentes en ambos sexos.

### Osiconos

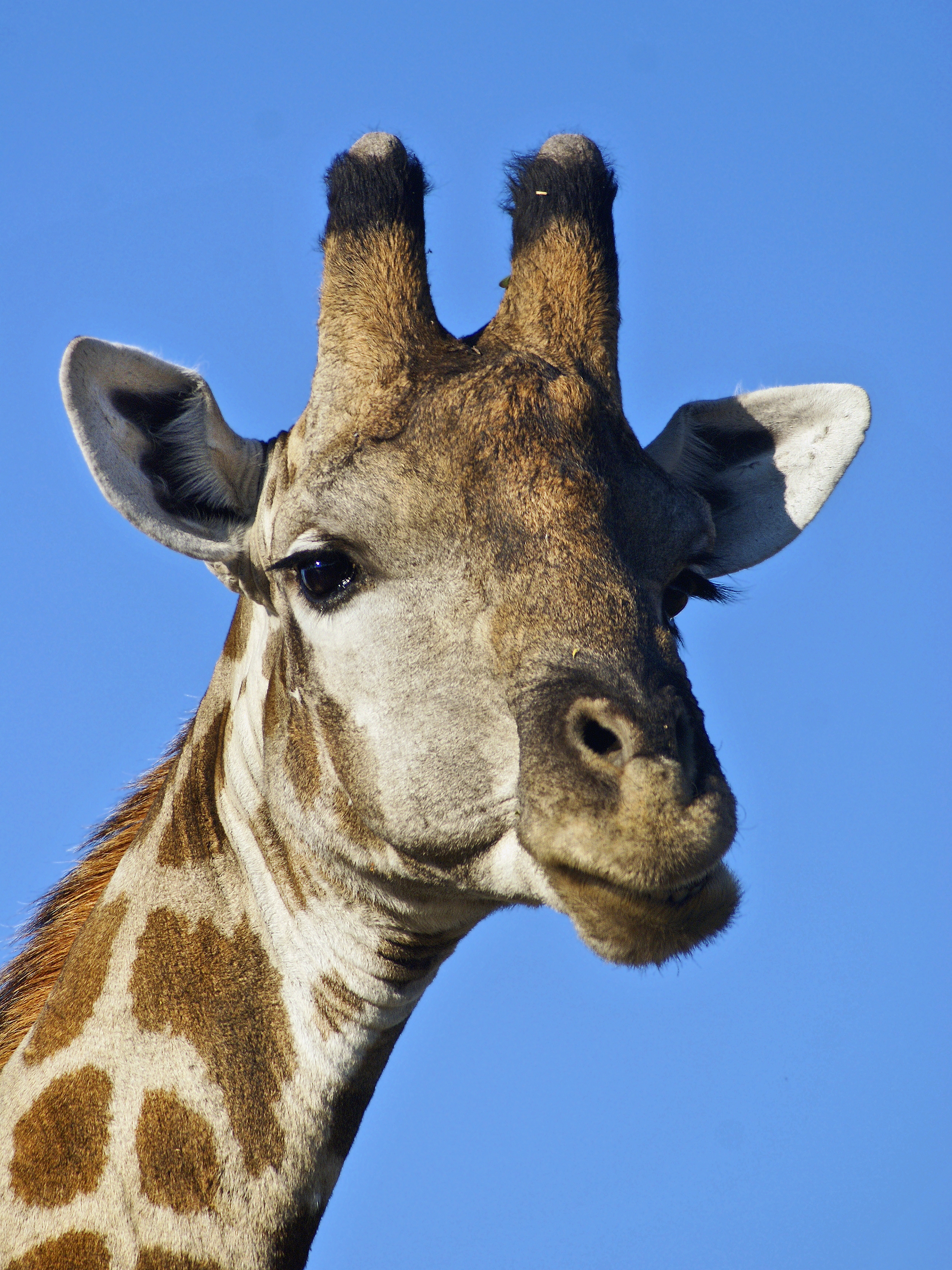
Giraffa camelopardalis angolensis (head)

Los osiconos también son estructuras óseas asociadas a los frontales, generalmente pares. A diferencia de los cuernos permanecen cubiertos de piel y pelo. Actualmente sólo las jirafas y los okapis tienen osiconos.

### Astas

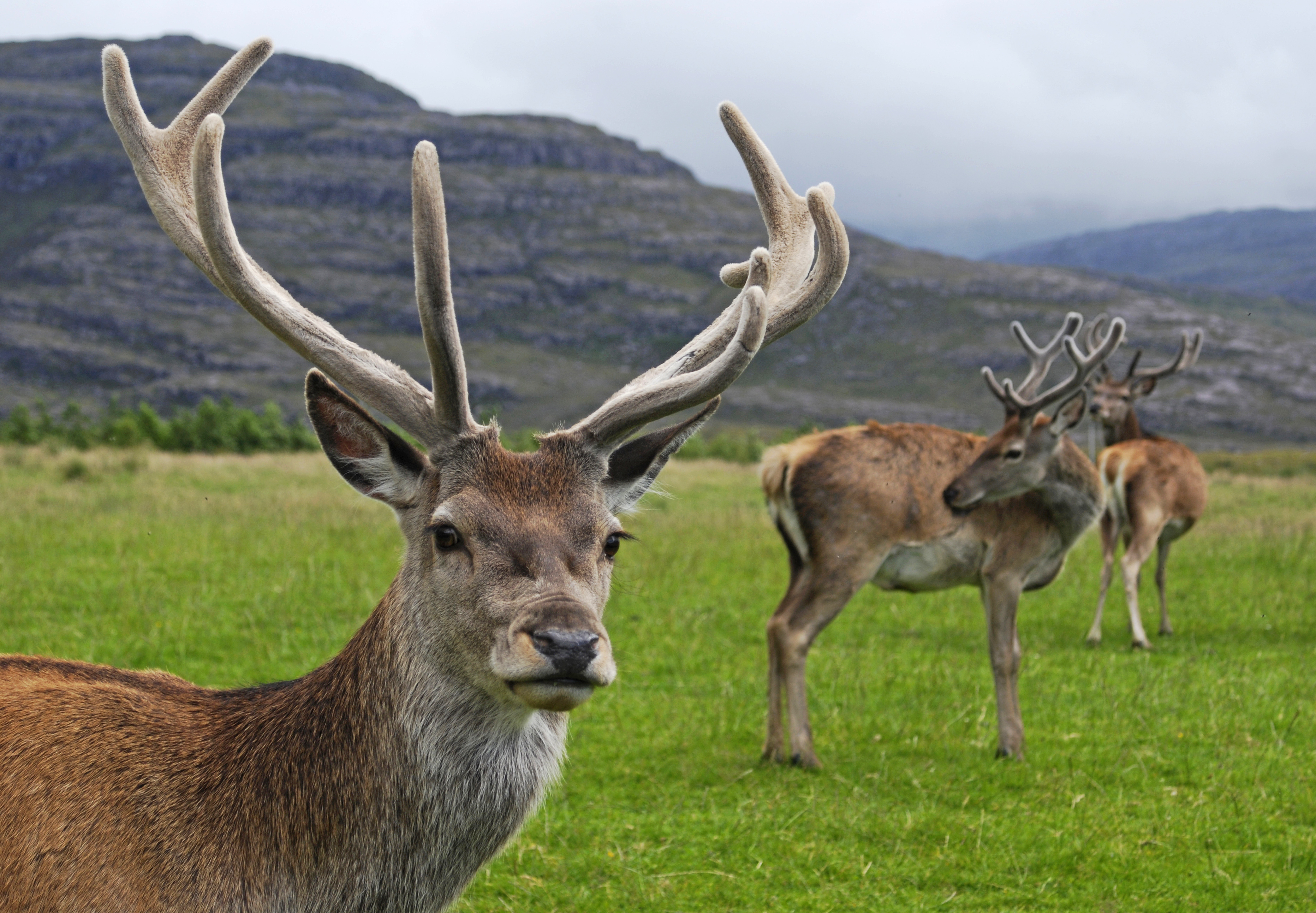
RedDeerStag

Aunque a menudo se confunden, las astas, cuernas o cachos de los cérvidos no son cuernos. Se desarrollan de los frontales a partir de una base llamada "roseta". No son estructuras permanentes sino estacionales, generalmente (aunque no en todas especies) están presentes en un solo sexo y no poseen estuche córneo, sino una piel muy suave o felpa que pierde irrigación a medida que el asta crece. Al faltarle irrigación, el hueso del asta queda desprotegido, y junto con la pérdida de masa ósea en la base por la acción de osteoclastos. acaban desprendiéndose. Progresivamente a lo largo del año, vuelven a crecer hasta alcanzar dimensiones similares o mayores a las de la temporada anterior.

### Rinocerontes

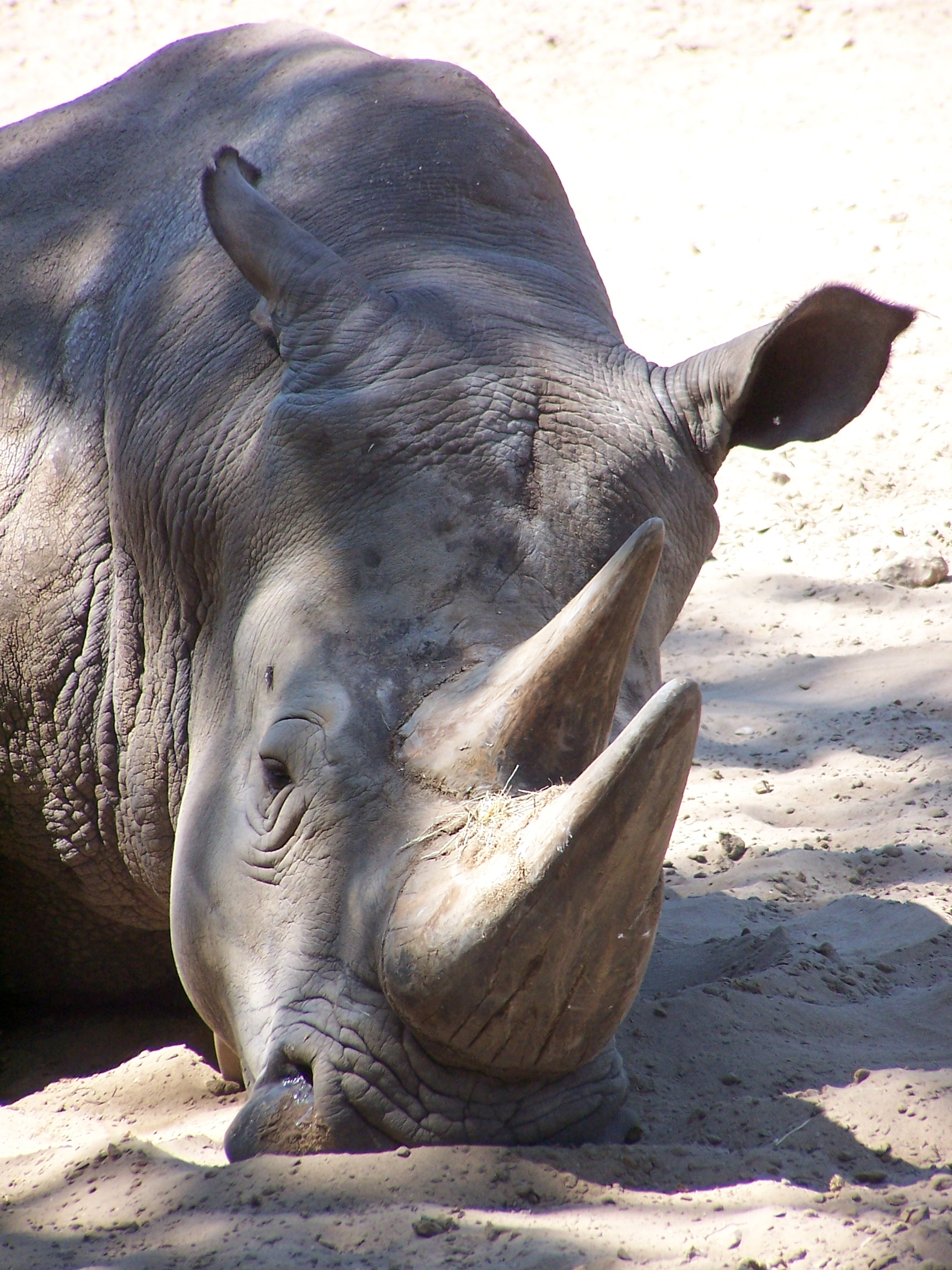
La Palmyre 102

El "cuerno" de los rinocerontes no tiene hueso sino que es una proyección formada por fibras queratinizadas (pelos muy gruesos) muy compactadas y con deposiciones de calcio que le dan más dureza.